# كاسبار هابيل
كاسبار هابيل (بالألمانية: Caspar Abel) (و. 1676 – 1763 م) هو كاتب، ومؤرخ العصر الحديث، ومؤرخ، ومترجم ألماني، توفي عن عمر يناهز 87 عاماً.

## التعليم
تعلم في جامعة هلمشتيت.